# Услар, Пётр Карлович
Барон Пётр Ка́рлович У́слар (20 августа [1 сентября] 1816, д. Курово, Вышневолоцкий уезд, Тверская губерния — 8 [20] июня 1875, там же) — русский военный инженер, генерал-майор, учёный лингвист и этнограф. Член Кавказского отдела Императорского Русского географического общества (1851), член-корреспондент по разряду лингвистики Историко-филологического отделения Академии наук (1868). Автор грамматических описаний абхазского, чеченского, аварского, лакского, даргинского, лезгинского и табасаранского языков.

## Происхождение
Из древнего германского рода баронов Услар (Узлар). Дед его — Карл Генрих фон Услар (Karl Heinrich Ludwig von Uslar), при правлении императрицы Екатерины II поступил на военную службу в Русскую императорскую армию; майор при отставке; за отличия в службе ему Высочайше пожаловано поместье в Вышневолоцком уезде Тверской губ. (д. Курово (ныне Старое Курово Вышневолоцкого района), и д. Горбово, д. Наумово); в браке с Дарьей Антоновной фон Апель (Dorothea von Apel) у них родились Елизавета, Мария и Карл. 
Отец — Карл Карлович Услар (1783-1840), капитан при отставке, участник Отечественной войны 1812 года, помещик, избирался предводителем Вышневолоцкого уездного дворянства (три срока) [ГАТО. Ф.466. Оп.1-78. Д.22594], мать — из дворянского рода Ярославской губ., дочь коллежского асессора Вера Васильевна Чихачёва (1789—1857); в их семье рождено семеро детей: Александра (1815), Петр (1816), Сергей (1819), Елизавета (1820), Елена (1822), Мария (ок. 1826) и Николай (1830).

## Жизнеописание
Родился и рос Петр Услар во владельческом поместье д. Курово, где до 10 летнего возраста воспитывался и обучался дома гувернанткой, затем два года известным педагогом из С.-Петербурга Теодором Миддендорфом, приезжавшего в имение для обучения юного Петра. В воспоминаниях его сестры, опубликованных в печатном источнике на французском языке, сказано: «... библиотека в имении потрясала своими книгами, детьми мы ... любили читать и играть, но больше всего я любила заглядывать на уроки когда брат Петя занимался с учителем». Возможно, именно благодаря рекомендации Миддендорфа в 1828 году он поступил 3-ю Санкт-Петербургскую гимназию (1828—1833), и, успешно окончив курс был принят в Главное инженерное училище, выпущен из которого военным инженером (1833—1836) .
Вступил в службу в сапёрном батальоне  Отдельного Кавказского корпуса, участвовал в действиях русской армии в Кавказской войне, в частности в экспедиции Головина, во взятии Ахты (1837—1839). 
В 1840 поступает в Императорскую Военную академию в Санкт-Петербурге, по окончании которой назначается в Отдельный Сибирский корпус, принимает участие в экспедиции против мятежного султана Кенесары Касымова (1843—1844). Свои впечатления об экспедиции он изложил в анонимном очерке «Четыре месяца в Киргизской степи».
В 1845 году командирован для составления военно-статистического описания Тверской и Вологодской губерний, которое продолжалось на протяжении почти четырех лет 1845—49 гг., затем отозванный от научно-исследовательской деятельности принимал участие в Венгерском походе 1849 года в войсках направленных в пределы Австро-Венгерской империи.
С 1850 года вновь назначен в службу на Кавказе, где находился на протяжении 25 лет, лишь на время полагаемого отпуска ненадолго выезжая в родовое имение (обычно на лето). В начале службы был командирован в Закавказье для военно-статистического описания Эриванской губернии. В Крымскую войну 1853—56 гг. состоял начальником штаба Гурийского отряда Отдельного Кавказского корпуса; в чине полковника служил в Кутаисе. С 1862 года — генерал-майор.
Награждён орденами Св. Анны 3-й ст. с бантом (1849) и 1-й ст. с мечами (1867), Св. Владимира 4-й ст. с бантом (1854) и 3-й ст. с мечами (1857), Св. Георгия 4-й ст. за 25 лет службы (1855), Св. Станислава 1-й ст. (1865).
Ещё в 1865 году он жаловался А. П. Берже на «крайнее расстройство здоровья и в особенности зрения», а в 1871 году он пишет: «Здоровье мое совершенно разрушено — не занятиями, а весьма вредным для меня климатом Каспийского прибрежья». Весною 1874 года Услар, уже серьёзно больной, окончательно возвращается из Дагестана в своё имение, где умирает летом 1875 года. По воспоминаниям дочери, несколько дней до смерти он бредил и «громко говорил, беспрестанно призывая горцев, с которыми занимался в Шуре, особенно Казанфера».
Умер 8 [20] июня 1875 года, д. Курово, Вышневолоцкий у.; похоронен на приходском кладбище при Троицкой церкви с. Осечно.

## Cемья
- Брат — Сергей Карлович Услар (1819 — 1841), погиб во время воинской службы на Кавказе.
- Брат — Николай Карлович Услар (1830 — 1860), выучился на юриста, но потеряв зрение умер в 30 лет.
- Сестра — Елена Карловна (14.12.1822 — 07.11.1900), в первом браке Фролова, во втором — Богданова.

Жена (с 1839): Софья Карловна Краббе (? — 1843), дочь генерала К. К. Краббе; поженились во время его службы на Кавказе, в Шуше.
- дочь — Нина Петровна Услар (05.11.1841 — 11.06.1914, Вышний Волочек), в первом браке за Д. Д. Благово (1827 – 1897) — титулярным советником, писателем и богословом; у них дети: Варвара (1859) и Пётр (1861, ум. в младенчестве).
- дочь — Юлия Петровна Услар (1843 — ?), умерла в младенчестве. 
  - Внучка — Варвара Дмитриевна, ур. Благово (31.01.1859 — ?), в замужестве за Д. А. Корсаковым, историком, профессором Казанского университета.

## Пионер изучения языков народов Кавказа
Первым кавказским сочинением П. К. Услара стало «Военно-статистическое обозрение Эриванской губернии» (составлено в 1850 году). В 1851 году он вошёл в число первых 16 действительных членов Кавказского отдела Императорского Русского географического общества, созданного по ходатайству наместника Кавказа М. С. Воронцова. В 1856 году назначен начальником штаба при Кутаисском генерал-губернаторе А. И. Гагарине. 
В 1858 на Услара было возложено составление истории Кавказа. Он начинает очерк древнейшей истории Кавказа, который дорабатывает в последующие годы (опубликован уже после его смерти). Видя в языке надежнейший источник истории народа, Услар обращается к изучению языков. Исследование горских языков он начал с западнокавказской семьи — с черкесского, убыхского и абхазского. По первым двум было собрано мало материала и краткие заметки о черкесском и убыхском были опубликованы лишь после смерти Услара (вместе с его очерком сванской грамматики, также небольшим по объёму). Более подробно изучался абхазский язык, работа над грамматикой которого была начата в 1861 году в Сухуме и продолжена в 1862 году в Тифлисе; за сравнительно короткое время исследователю удалось разобраться в структуре одного из самых сложных кавказских языков и разработать его азбуку (на основе бзыбского наречия).
Уже в 1861  Услар разрабатывает «Кавказскую азбуку» для записи бесписьменных горских языков — за основу он берёт принцип грузинской азбуки, но с русскими буквами и добавлениями, частично использовав буквы из осетинского алфавита Андрея Шёгрена.
В 1862  Услар посещает Нальчик вместе с кабардинским писателем Умаром Берсеевым. Они создают кабардинскую азбуку на русской основе; эта работа была завершена местным просветителем Кази Атажукиным, составившим и издавшим в 1865  кабардинский букварь.
В том же 1862 году Услар принимается за изучение чеченского языка: он обращается в Главный штаб Кавказской армии с просьбой вызвать в Тифлис двух чеченцев, по возможности знакомых с русской грамотой, и в марте туда прибывают прапорщик милиции Кеди Досов и мулла Янгулбай Хасанов. Затем занятия переносятся в крепость Грозную, где в июне была открыта временная школа, в котором в течение шести недель мулла Янгулбай проводил занятия по чеченской грамоте для 25 учеников, не говоривших по-русски. По прошествии этого времени все ученики научились писать и читать по-чеченски, а Услар смог завершить чеченскую грамматику; впоследствии Кеди Досов составил чеченский букварь на основе того способа записи, который предложил Услар.
Отлитографированные автором монографии «Абхазский язык» и «Чеченский язык» были направлены академику А. А. Шифнеру, который представил их на конкурс в Академию наук, и в 1863 году Услар был удостоен за эти сочинения Демидовской премии (в половинном размере). В первых двух грамматиках уже сложился общий план описания, который был использован автором в последующих работах: вначале, после общих сведений о языке, рассматривалась азбука (на основе русского алфавита с добавлением особых знаков), затем шло описание частей речи, отдельные разделы составляли образцы текстов (пословицы, песни, сказки), и завершалась монография сборником слов (с указанием основных грамматических форм и примерами сочетаний и предложений).
С 1863 года Услар поселяется в Темир-Хан-Шуре и приступает к изучению дагестанских языков, начиная с аварского — наиболее распространённого языка в Дагестане. В основу было положено хунзахское наречие как более доступное для исследования; всё лето Услар проводит в селении Гуниб. Консультантом учёного был Айдемир Чиркеевский, который был охарактеризован Усларом как «не только усердный, но и в высшей степени даровитый сотрудник», от деятельности которого «на поприще дагестанского языкоизучения наука вправе ожидать в будущем драгоценных приношений». Действительно, в 1867 году в Темир-Хан-Шуре был издан сборник «Аварские сказки и песни, собранные Айдемиром Чиркеевским»; однако в 1871 году Айдемир бежал в Турцию и, по всей видимости, в Дагестан более не возвращался.
Осенью того же 1863 г., ещё не отлитографировав аварскую грамматику, Услар принимается за исследование лакского («казикумухского») языка. В письме к академику А. Шифнеру он сообщает: «Теперь приступаю к языку казыкумухскому, потом употреблю недели четыре на язык Арчи. Далее займусь наречиями Даргя, из которых самый чистый есть — ураклинский». В том же письме Услар прилагает заметки о грамматическом строе арчинского языка, сделанные им «в продолжении одного утра, проведенного с арчинцами». В 1864 году лакская грамматика была готова, а в 1865 году отлитографирована. Вслед за лакским языком П. Услар изучает один из диалектов даргинской группы — «хюркилинский» (известен также как гирканский, гиркалинский, ураклинский, урахинский), грамматика которого была отлитографирована им в 1867 году. Название языка было выбрано по местному названию одного из наиболее многолюдных сёл (Хюркила / Хӏурхъила; ныне селение Урахи Сергокалинского района).
13 декабря 1868 г. Услар становится членом-корреспондентом по разряду лингвистики Историко-филологического отделения Академии наук. В 1871 году он заканчивает исследование лезгинского («кюринского») языка; в роли консультанта выступил «природный кюринец по имени Ганазфер, из аула Мамрачар, человек даровитый и трудолюбивый»; в феврале 1872 года отлитографированная лезгинская грамматика отослана академику Шифнеру.
Последним языком, который исследует Услар, явился табасаранский язык, к изучению которого он приступил в 1870 году, отмечая, что «из всех дагестанских языков табасаранский представил наиболее затруднений». Затруднения эти заключались прежде всего в том, что исследователь долгое время не мог подыскать пригодного информанта: «Почти год уже, как я приступил к исследованию табасаранского языка, — пишет Услар Шифнеру в сентябре 1871 года, — но принужден беспрестанно менять руководителей… в них не удаётся мне развить хоть какое-либо грамматическое понимание». Сбор материала в Табасаране производился в Ерси (ауле с азербайджанским населением, но с резиденцией уездного начальника), куда вызывались информанты из табасаранских аулов. Обработку табасаранского материала Услар частично вел в Темир-Хан-Шуре, административном центре Дагестанской области, в основном же — в родовом имении, куда он обычно уезжал на лето с накопленным материалом.

## Судьба научного наследия
П. К. Услар внёс огромный вклад в документацию бесписьменных кавказских языков и явился стихийным основателем методики полевых исследований.
Описания кавказских языков Услар мыслил в виде серии монографий «Caucase polyglotte», охватывающей все основные языки «кавказского семейства». Ознакомлению учёного мира и специалистов с работами Услара в значительной мере способствовал академик А. А. Шифнер — один из первых исследователей кавказских языков. Отлитографировав очередную свою грамматику, Услар посылал её Шифнеру, который делал сообщения о работах Услара в Петербургской Академии наук. Грамматики Услара были переизложены Шифнером на немецком языке и изданы в Бюллетенях (Mémoires) Академии наук.
В конце 1880-х гг. монографии Услара по кавказским языкам, за исключением грамматики табасаранского языка, были изданы типографским способом Управлением Кавказского учебного округа. К некоторым монографиям приложены отдельные статьи и письма, в которых представлен материал о ходе работы над изучаемыми языками и трудностями, с которыми Услар он встречался при исследовании языков.
Монография о табасаранском языке осталась незавершенной, хотя уже был отлитографирован заглавный лист и алфавит. Дочь покойного отослала рукопись табасаранской грамматики, а также все лингвистические и нелингвистические заметки и даже черновые бумаги отца академику Шифнеру. Однако тот до своей смерти в 1879 году не успел заняться последней монографией Услара, и она оставалась неизданной более 100 лет. Лишь в 1953—54 гг. табасаранская грамматика была подготовлена к печати в Тбилиси дагестановедом А. А. Магометовым (весь текст грамматики Услара был переписан им от руки) и опубликована в 1979 году с его комментариями и дополнениями. В том же году А. А. Магометов издал также монографию о жизни и деятельности Услара.
Много сделал Услар и для практического распространения грамотности среди горцев, носителей бесписьменных языков. С составления азбуки на родном языке начиналась работа над любой грамматикой. Принимая во внимание, что «бо́льшая часть горских народов находится почти в непрерывных сношениях с русскими» и, вместе с тем, чтобы облегчить для горцев усвоение русской грамотности, Услар приходит к выводу о необходимости в основу горских алфавитов положить начертания русских букв с соответствующими добавлениями. (Русские буквы ъ, ь, и, й, э, ю, я, ы были исключены из алфавита, зато были добавлены латинские j, h и q.) При этом Услар полагал, что сочетания двух букв для выражения одного звука составляют явное несовершенство алфавита, поэтому для обозначения особых звуков он употреблял грузинские или им самим придуманные буквы.
Услар был инициатором создания в горных сёлах светских школ, где обучение велось бы на родном языке. На основе азбуки Услара было издано несколько букварей нахско-дагестанских языков (чеченский, лакский, аварский), хотя в целом программа обучения местных жителей грамоте на родном языке в то время, к сожалению, так и не была реализована.

## Память
- В честь Петра Услара его именем названа улица в Сухуме, расположенная недалеко от Абхазского государственного университета [10].
- В 2012 году установлен бюст ученому Петру Услару в селе Мамрач Сулейман-Стальского района Дагестана, в рамках реализации Программы по сохранению, изучению и развитию родного языка [11][12].
- В 2016 году в преддверии празднования 200-летия со дня рождения Петра Карловича Услара благотворительными усилиями потомков барона и прихожан сельской церкви с. Осечно Вышневолоцкого района Тверской области на месте погребения учёного был установлен надгробный памятник (захоронение было восстановлено) [13].

- В 2016 году прошёл ряд мероприятий в честь 200-летия учёного. С 12 по 14 апреля в Абхазском институте гуманитарных исследований была проведена 60-я итоговая научная сессия, посвящённая 200-летию Услара[14][15]. С 3 по 5 июня в дагестанском Институте языка, литературы и искусства прошла конференция «Кавказские языки: генетико-ареальные связи и типологические общности» памяти Услара. 1 сентября на кладбище в селе Осечно состоялась панихида и освящение надгробного креста на могиле учёного, а 2 и 3 сентября в Вышнем Волочке прошли Вышневолоцкие краеведческие чтения, посвящённые 500-летию прихода Богоявленского собора Вышнего Волочка и 200-летию со дня рождения Услара[16][17][18]. С 28 по 30 ноября Школа лингвистики ВШЭ и Институт языкознания РАН провели международную конференцию памяти Услара, посвящённую аргументной структуре и залогоподобным конструкциям в языках Кавказа[19].

## Отзывы
- Л. П. Загурский[20]:

Покойный Услар представлял собой счастливое сочетание лучших свойств германского и славянского гениев: обладая неутомимостью и постоянством в труде и пытливостью ума, составляющими светлые стороны германской нации, покойный Услар умел оживить самый неинтересный, по-видимому, предмет. При чтении его исторических исследований, сначала поражает глубокий анализ предмета и обширная эрудиция; читатель теряется посреди противоречащих одно другому мнений, и вдруг высказанная автором светлая идея, а иногда остроумное соображение озаряет предмет и решает спорный вопрос. Изложение отличается в высшей степени ясностью, точностью и рельефностью; далее, если справедливо выражение “le style c’est l’homme”, то о слоге Услара следует сказать, что он принадлежит русскому человеку.
- А. А. Магометов[21]:

П. Услар стремился к гораздо большему, чем то, что он сделал. Но и того, что он сделал, достаточно, чтобы высоко оценить этого исследователя неведомого мира кавказских языков…

Грандиозное начинание П. Услара после смерти исследователя долго не получало дальнейшего развития. После П. Услара до советского периода в дагестанской лингвистике мы имеем только труды А. Дирра, по методу повторяющие П. Услара, но значительно уступающие трудам последнего. Лишь в советское время изучение горских иберийско-кавказских языков поднялось на должную высоту. …мы должны признать, что из досоветской науки по исследованию дагестанских языков мы имеем самые крупные и ценные исследования у П. Услара, являющегося, по отзыву академика А. Шифнера, «истинным украшением русской лингвистической науки».
- А. Е. Кибрик[22]:

Описания Услара отличают документальная точность и языковая интуиция. В эпоху практически безраздельного господства европоцентристского взгляда на структуру языка и отсутствия общелингвистической терминологии его описания дают вполне объективное представление о структуре описываемых языков. Так, при описании фонетических систем кавказских языков он — при отсутствии понятия фонемы в современной ему лингвистической теории — пришёл, по сути дела, к фонематическому их представлению.

## Высказывания
(Цитируются по книге: Магометов А. А. П. К. Услар — исследователь дагестанских языков. — Махачкала, 1979.)
- О языке как источнике истории народа:

Неистощимое средство для изучения древнейшего времени представляет язык: языка нельзя ни выдумывать, ни подделывать. Нет никаких письменных сказаний о том, чтобы главнейшие европейские народы и индусы были одного происхождения, а между тем сравнительное языковедение доказывает это неопровержимым образом... Итак, прежде всего должно обратить внимание на язык.
- О богатстве кавказских языков:

Мнение о крайней бедности этих языков совершенно ошибочно и проповедуется людьми, которые не имеют о них никакого понятия. Эти языки, наоборот, неимоверно богаты грамматическими формами, которые доставляют возможность выражать самые тонкие оттенки мысли.
- О генетической общности кавказских языков:

Теперь уже утвердительно можно сказать, что к великим семействам языков старого света: индоевропейскому, семитскому, кушитскому (коптский, эфиопский) и урало-алтайскому, должно присоединить ещё совершенно самостоятельное семейство языков кавказских, так как все эти языки, при изумительном разнообразии, представляют глубокие родственные черты. Армянский язык есть индоевропейский; грузинский, по-видимому, есть язык кавказский и, по всей вероятности, самый замечательный в целом семействе.
- О важности публикации текстов на родных языках:

Собирание материалов должно заключаться в записывании народных песен, сказок, пословиц, повседневных разговоров с буквальным и подстрочным переводом. Это, конечно, не так легко, как составление сборников <слов>, но зато тем более цены таковой заслуге в глазах науки.
- О важности работы с носителями языка:

Легче расслушать, как трава растёт, по выражению скандинавских скальдов, — чем расслушать все видоизменения звуков горных кавказских языков. Слух может изощриться упражнением, но это приобретается не скоро. И так должно вполне положиться на слух самих туземцев… Когда наконец услышится звук, который решительно не подходит ни к одному из находящихся в этой азбуке, то для него составляется особый знак. Стараются узнать как можно более слов, в которые входил бы тот же самый звук; все они записываются при помощи вновь введённого знака.

## Основные труды
- Услар П. К. Древнейшие сказания о Кавказе // Сборник сведений о кавказских горцах. Вып. X. — Тифлис, 1886. — LXXXIII с. + 581 с.

### «Этнография Кавказа. Языкознание»
- Услар П. К. Этнография Кавказа. Языкознание. Абхазский язык, Тифлис, 1887. — XV с. + 193 с. + 120 с. (Переизд.: Сухум, 2002.)
- Услар П. К. Этнография Кавказа. Языкознание. II. Чеченский язык, Тифлис, 1888. — 52 с. + 246 с. + 117 с.
- Услар П. К. Этнография Кавказа. Языкознание. III. Аварский язык, Тифлис, 1889. — 242 с. + 275 с. + 20 с.
- Услар П. К. Этнография Кавказа. Языкознание. IV. Лакский язык, Тифлис, 1890. — 42 с. + 422 с. + 14 с.
- Услар П. К. Этнография Кавказа. Языкознание. V. Хюркилинский язык, Тифлис, 1892. — 497 с.
- Услар П. К. Этнография Кавказа. Языкознание. VI. Кюринский язык, Тифлис, 1896. — 639 с.
- Услар П. К. Этнография Кавказа. Языкознание. VII. Табасаранский язык. Тбилиси, 1979. — 1072 с.

### Военно-статистическое обозрения
- Военно-статистическое обозрение Российской империи. Т. 4. Ч. 1: Тверская губерния / Сост. Ген. штаба штабс-кап.: Услар и фон-Минстер. — Санкт-Петербург, 1848.
- Военно-статистическое обозрение Российской империи. Т. 2. Ч. 3: Вологодская губерния / Сост. Ген. штаба кап. Услар. — Санкт-Петербург, 1850.
- Военно-статистическое обозрение Российской империи. Т. 16. Ч. 6: Эриванская губерния / Сост. Ген. штаба кап. Услар. — Санкт-Петербург, 1853.

### Статьи и заметки
- Услар П. К. Равнины Эриванской губернии; Взгляд на Эриванскую губернию в гидрографическом отношении и обозрение реки Аракса // Записки Кавказского отдела Русского географического общества. Кн. I. Тифлис, 1852.
- <Без подписи.> Об исследовании кавказских языков // Кавказ. 1862. № 49, № 50.
- <Без подписи.> Нечто об азбуках Кавказских горцев // Кавказ. 1863. № 20.
- Услар П. К. Кое-что о словесных произведениях горцев // Сборник сведений о кавказских горцах. Вып. I. Тифлис, 1868.
- Услар П. К. <Заметка об изучении убыхского языка> // Кавказ. 1868. № 113.
- Услар П. К. Начало христианства в Закавказье и на Кавказе // Сборник сведений о кавказских горцах. Вып. II. Тифлис, 1869.
- Услар П. К. О распространении грамотности между горцами // Сборник сведений о кавказских горцах. Вып. III. Тифлис, 1870.
- Услар П. К. Характеристические особенности кавказских языков // Сборник сведений о кавказских горцах. Вып. IX. Тифлис, 1876.
- Услар П. К. Гурийский отряд в 1855 году // Кавказский сборник. T. 5. Тифлис, 1880. (Текст)
- Услар П. К. О колхах // Записки Кавказского отдела Русского географического общества. Кн. XIV, вып. 2. Казань, 1891.

### Письма
- Письма П. К. Услара // Услар П. К. Этнография Кавказа. Языкознание. II. Чеченский язык. — Тифлис, 1888.
- Письма П. К. Услара к А. А. Шифнеру // Услар П. К. Этнография Кавказа. Языкознание. IV. Лакский язык. — Тифлис, 1890.
- Неизданные письма П. К. Услара (Публикация А. А. Магометова) // Мацне (Вестник. Орган отделения общественных наук Академии наук Грузинской ССР). 1968. № 5. С. 193—210.